# Championnats du monde de tir à l'arc 1985
Navigation
Édition précédente Édition suivante
Les championnats du monde de tir à l'arc 1985 sont une compétition sportive de tir à l'arc organisée en 1985 à Séoul, en Corée du Sud. Il s'agit de la 33e édition des championnats du monde de tir à l'arc.